# Lars Leuschner
Lars Leuschner (* 1971) ist ein deutscher Jurist und Hochschullehrer an der Universität Osnabrück.

## Leben
Nach dem Studium der Rechtswissenschaften an den Universitäten Trier und London legte Leuschner 1997 in Trier sein Erstes Juristisches Staatsexamen ab. Anschließend arbeitete er bis 1999 als wissenschaftlicher Mitarbeiter von Peter O. Mülbert an der Universität Trier. Nach dem folgenden Referendariat am Landgericht Mainz legte er 2001 dort sein Zweites Staatsexamen ab. In der Folge arbeitete Leuschner von 2002 bis 2004 als Rechtsanwalt bei Freshfields Bruckhaus Deringer in Frankfurt am Main, bevor er bei Mülbert seine Promotion zum Dr. iur. abschloss. 2005 war Leuschner als Zivilrichter am Landgericht Wiesbaden tätig. 2006 widmete er sich wieder seiner akademischen Karriere und arbeitete als Akademischer Rat am Lehrstuhl von Mülbert, der mittlerweile an der Universität Mainz lehrte. Dort vollendete Leuschner 2011 seine Habilitation und erhielt die venia legendi für die Fächer Bürgerliches Recht, Handels- und Wirtschaftsrecht.
Seit dem Sommersemester 2011 vertrat Leuschner den Lehrstuhl für Bürgerliches Recht, Handels- und Gesellschaftsrecht an der Universität Osnabrück, den er seit dem Sommersemester 2013 als ordentlicher Lehrstuhlinhaber innehat. Im September 2016 erregte Leuschner bundesweit Aufsehen mit seinem Antrag beim Amtsgericht München, den FC Bayern München „wegen Rechtsformverfehlung“ aus dem Vereinsregister löschen zu lassen. Sein Antrag blieb – in Übereinstimmung mit seinen Forschungsergebnissen – erfolglos.
Leuschner ist Gründer des Vereinsrechtstag e. V., der seit 2016 eine jährliche Tagung zum Vereinsrecht ausrichtet.

## Veröffentlichungen (Auswahl)
- Verkehrsinteresse und Verfassungsrecht. Duncker & Humblot, Berlin 2005, ISBN 978-3-428-11661-4 (Dissertation).
- Das Konzernrecht des Vereins. Mohr Siebeck, Tübingen 2011, ISBN 978-3-16-150827-1 (Habilitationsschrift).
- Fälle zum Kapitalgesellschafts- und Kapitalmarktrecht. C. H. Beck, München 2021, ISBN 978-3-406-65317-9 (zusammen mit Alexander Sajnovits und Alexander Wilhelm).
- AGB-Recht im unternehmerischen Rechtsverkehr. C. H. Beck, München 2021, ISBN 978-3-406-69390-8 (Herausgeber und Mitautor).